# Viggo Mortensen
Viggo Peter Mortensen Jr. (Nueva York, 20 de octubre de 1958) es un actor y director de cine estadounidense de origen danés. Por sus interpretaciones ha sido nominado en tres ocasiones a los Premios Óscar, en cuatro a los Premios Globo de Oro y una vez a los Premios Goya. También ejerce como poeta, músico, fotógrafo y pintor.

## Primeros años
Nació en el Lower East Side de Manhattan, el 20 de octubre de 1958. Su padre es danés y su madre estadounidense —su abuelo materno era de Nueva Escocia (Canadá) y su abuela materna de Nueva Inglaterra (Estados Unidos)—. La pareja se había conocido en Noruega y se casaron en los Países Bajos, en una ceremonia luterana. A pesar de que en Dinamarca su familia paterna era ganadera, su padre se dedicó a los negocios y, con la esperanza de hacer fortuna, en 1960 se trasladó con su familia (tiene dos hermanos más jóvenes) a Venezuela. Pocos años más tarde la familia se desplazó a Buenos Aires, en Argentina, pasando a menudo las vacaciones de vuelta en Dinamarca, en la granja familiar Mortensen. Se asentaron finalmente en Argentina, en donde Mortensen vivió hasta los once años en Chaco, Buenos Aires y Córdoba. Cuando tenía seis o siete años, Viggo comenzó a escribir sus primeros «cuentitos cortos». Tras el divorcio de sus padres, regresó a Nueva York con su madre y sus dos hermanos. Allí se graduó en Política y Español, en la Universidad de Saint Lawrence, en 1980.[cita requerida]
Tras dos años en los que vivió en Dinamarca sin haber decidido aún su carrera profesional, regresó a Manhattan para finalmente estudiar interpretación en el Warren Robertson's Theatre Workshop. Dedicó unos cuantos años al teatro, primero en Nueva York y más tarde en Los Ángeles, donde gracias a su interpretación en la obra Bent recibió el Dramalogue Critics' Award.[cita requerida]

## Carrera cinematográfica

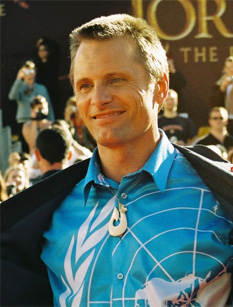
Viggo Mortensen en la ceremonia de estreno de El Señor de los Anillos: la Comunidad del Anillo en Wellington (Nueva Zelanda), el 1 de diciembre de 2001.

Comenzó su carrera cinematográfica con su interpretación de un granjero amish en la película Witness (Testigo en peligro, en Hispanoamérica; Único testigo, en España, 1985), donde aparecía junto a Harrison Ford. Gracias a este y a sus siguientes proyectos fue haciéndose un lugar en el mundo del cine: así se lo pudo ver en películas como Extraño vínculo de sangre (The Indian Runner), dirigida y escrita por Sean Penn; Atrapado por su pasado (Carlito's Way), de Brian De Palma, y Marea roja (Crimson Tide), dirigida por Tony Scott y protagonizada por Denzel Washington y Gene Hackman.[cita requerida]
Poco a poco, su cara comenzó a volverse más familiar entre el público debido a sus papeles en películas junto a actores de la talla de Michael Douglas y Gwyneth Paltrow, en Un crimen perfecto; a Demi Moore, en La teniente O'Neil (G. I. Jane), o a Nicole Kidman, en Retrato de una dama (The Portrait of a Lady). En 1995, rodó en España el thriller Gimlet junto a Ángela Molina; en 1996 Daylight con Sylvester Stallone; y en 1997, la película La pistola de mi hermano, del escritor y director Ray Loriga.[cita requerida]
Pero no fue sino hasta 1997 cuando le llegó su gran oportunidad al recibir la oferta del realizador neozelandés Peter Jackson para trabajar en el proyecto que cambiaría el destino de su carrera profesional. A pesar de que Mortensen al principio dudó en aceptar el papel de Aragorn en la trilogía cinematográfica de El Señor de los Anillos, su hijo, un fiel seguidor de la obra de J. R. R. Tolkien, lo convenció para que participara en ella. Durante los dos años de rodaje, se involucró tanto con el personaje que ayudó a diseñar el traje que llevaría puesto en la película y le tomó tanto cariño al caballo con el que trabajó y que montaba en sus horas libres, que terminó por comprarlo. El estreno mundial de El Señor de los Anillos: la Comunidad del Anillo, el 19 de diciembre de 2001, marcó un antes y un después en la historia del cine y mantuvo a millones de espectadores en vilo año tras año, hasta que el 17 de diciembre de 2003 se estrenó la última entrega de la trilogía de Tolkien. Obtuvo un gran reconocimiento por parte de la crítica y un entusiasta acogimiento de los seguidores del libro, ya que representaba fielmente el perfil del personaje.[cita requerida]

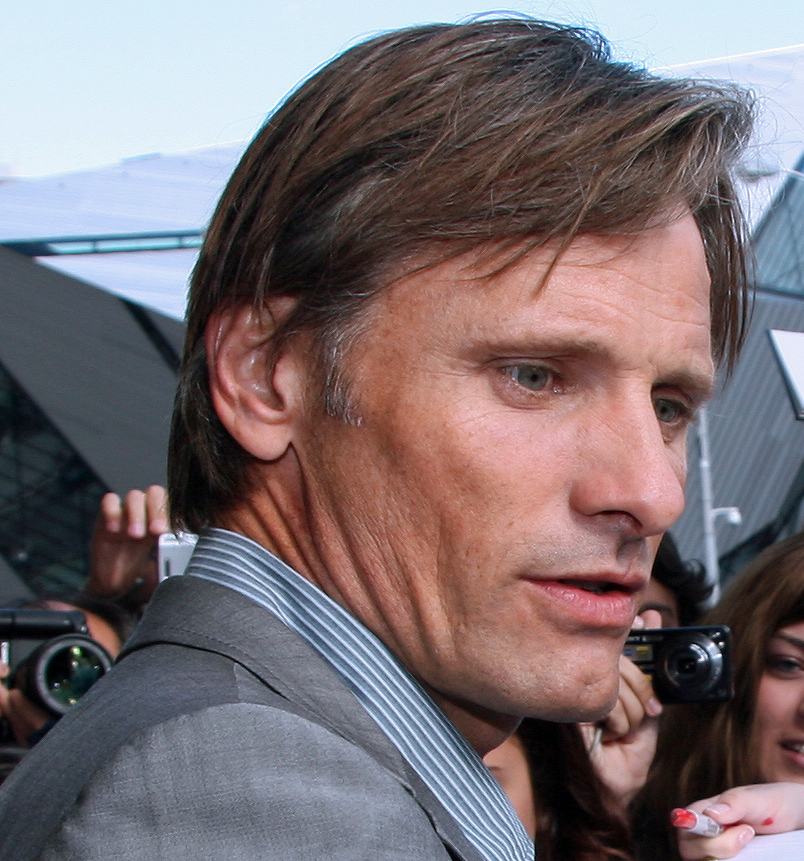
Viggo Mortensen, en el Festival Internacional de Cine de Toronto de 2008.

Tras su consagración en el estrellato con El Señor de los Anillos, consiguió su primer papel como actor protagonista en la película Hidalgo: océanos de fuego, de Joe Johnston, basada en la historia real del jinete Frank T. Hopkins. También se encariñó y compró el caballo que montó en esta película. Posteriormente obtuvo otro papel protagonista en la película de David Cronenberg A History of Violence, junto a Maria Bello, Ed Harris y William Hurt, entre otros.[cita requerida]
Durante 2006, rodó en España Alatriste, de Agustín Díaz Yanes, que relata las aventuras del Capitán Alatriste, personaje literario creado por el periodista murciano Arturo Pérez-Reverte. En ella, vuelve a repetir como protagonista, ahora en un papel en castellano, aunque para adaptar su notorio acento argentino tuvo que practicar en los pueblos de la montaña leonesa, concretamente en el valle del Curueño, donde estuvo perfeccionando su habla a través del contacto con los lugareños. Por su vinculación con León y su provincia, llevando su nombre por todo el mundo, tanto el Ayuntamiento de la capital como la Diputación Provincial quisieron reconocer sus méritos concediéndole las Medallas de Oro de la provincia y de la Ciudad de León. Ambos galardones, máximas distinciones concedidas por sendas instituciones, fueron recogidas por el actor en un acto que tuvo lugar en León el 13 de octubre de 2006.[cita requerida]
En su trabajo del 2007, Promesas del Este, también del director David Cronenberg, Viggo encarna el papel de un mafioso ruso cuyo camino se cruza con el de una mujer inocente (Naomi Watts) que, de forma accidental, indaga en el pasado de una joven, para luego descubrir que esta estaba relacionada con la mafia rusa. En el 2008, se estrenan sus trabajos Appaloosa y Good, y en el 2009 estrena con gran éxito La carretera. En el 2010, colaboró nuevamente con David Cronenberg en la película Un método peligroso (estrenada en 2011), adaptación al cine de la obra de teatro de 2002 de Christopher Hampton titulada The Talking Cure. Su argumento pivota alrededor de las relaciones profesionales y afectivas surgidas entre Sabina Spielrein (Keira Knightley), Carl Gustav Jung (Michael Fassbender) y Sigmund Freud. Mortensen interpretó el papel de Freud reemplazando a Christoph Waltz, quien no pudo participar por problemas de agenda. Con esto se desmintieron los rumores acerca de su supuesta retirada del mundo del cine.
En 2011 Mortensen protagonizó su primer filme argentino, el thriller Todos tenemos un plan, dirigido por Ana Piterbarg y producido por Mariela Besuievski, Vanessa Ragone, Gerardo Herrero y Axel Kuschevatzky. La película se estrenó al año siguiente. Además, volvió al teatro, interpretando en Madrid la obra de Ariel Dorfman Purgatorio.

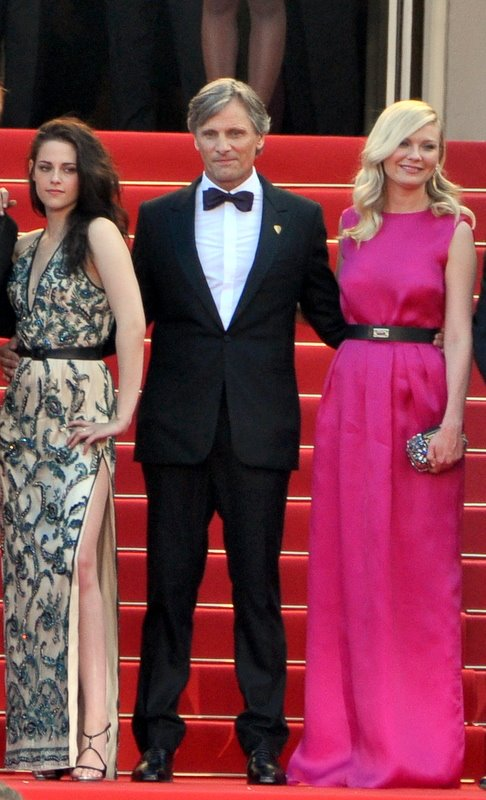
Kristen Stewart, Viggo Mortensen y Kirsten Dunst, en la promoción de On the Road, en el Festival de Cannes del 2012.

Se le puede calificar como un artista polifacético, ya que, además de trabajar como actor, también se dedica al mundo de la poesía, la fotografía, la música y la pintura. Es dueño de la editorial Perceval Press, en la cual ha publicado sus libros de poesía y fotografía. Una de sus historias más populares es Coincidence of Memory. En el terreno musical, se dedica al jazz y ha incluido en algunos de sus discos fragmentos en los que él mismo lee su poesía. También figuró en la banda sonora original de El Señor de los Anillos: el retorno del Rey, pues compuso la música de «Aragorn's Coronation» y cantó los versos escritos por Tolkien. En lo que respecta al mundo de la pintura, se dedica al arte abstracto, pues ha incluido en algunas ocasiones fragmentos de sus poemas. Sus obras han sido expuestas en varias galerías de arte en todo el mundo. Incluso, en la película Un crimen perfecto aparecen algunos de sus cuadros en el estudio de David Shaw, el artista al que da vida.[cita requerida]
En 2012 también protagonizó la película On the Road, una adaptación al cine de la novela de Jack Kerouac del mismo nombre, dirigida por Walter Salles. La historia está basada en los años que Kerouac pasó viajando por América en la década de 1940 junto a su amigo Neal Cassady y otras figuras, como William S. Burroughs y Allen Ginsberg. La película se proyectó y seleccionó para competir por la Palma de Oro en el Festival de Cannes 2012.
En 2016 fue protagonista de la película Capitán Fantástico, centrada en un padre de familia que ha criado a sus seis hijos alejado de la civilización moderna. Por esta película recibió su segunda nominación al Oscar.
En 2018 actuó en la película Green Book, donde interpretó a Tony Lip, el guardaespaldas del pianista afroamericano Don Shirley durante una gira por el sur de Estados Unidos. La película ganó el Oscar a Mejor Película y Mortensen, su tercera nominación como actor.
En 2020 fue galardonado con el Premio Donostia en honor a su trayectoria profesional. Asimismo, presentó su debut directorial con Falling, un drama sobre un padre que comienza a padecer síntomas de demencia. En 2022 coprotagonizó Thirteen Lives ("Trece Vidas" en España), una producción británica basada en la historia real del rescate de un equipo de fútbol de la cueva de Tham Luang, en Tailandia, tras quedar atrapado por las lluvias torrenciales y peligrosas inundaciones.
En 2023 Escribió, dirigió y protagonizó The Dead Don't Hurt ("Hasta el fin del mundo" en España) con Vicky Krieps como coprotagonista.
También en 2023 publicó en Argentina su libro de poesía Ramas para un nido. A cargo de la editorial de Bahía Blanca Lux/Vox, contó con la reseña del Carlos Aletto, quien comentó "Viggo Mortensen construye un refugio y un lugar de pertenencia en versos cortos que forman una enramada sobre las páginas blancas, creando un hogar, explorando la incertidumbre, la lucha, la búsqueda de sentido y la convivencia con lo intangible... Argentina, San Lorenzo y su poesía son un refugio, un nido construido en las más altas ramas de su memoria".

## Vida personal

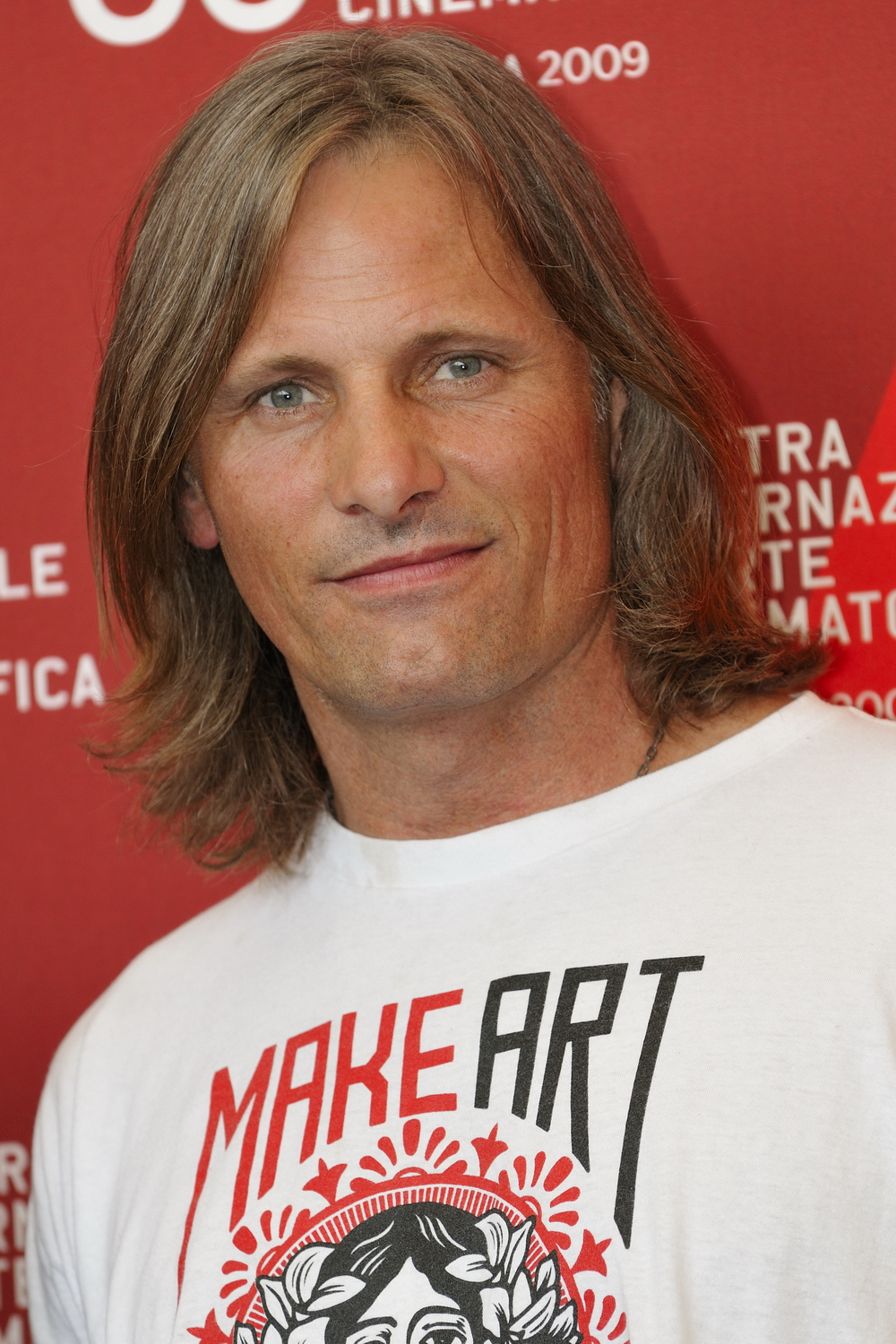
Viggo Mortensen, en el Festival Internacional de Cine de Venecia del 2009.

Mortensen estuvo casado durante diez años (de 1987 a 1997) con la música y artista estadounidense Exene Cervenka, cantante del grupo punk X, con quien tuvo a su hijo Henry Blake en 1988. Tras el divorcio de la pareja, la custodia de su único hijo quedó compartida. En el 2009, los medios difundieron su relación con la actriz española Ariadna Gil, compañera de reparto en Alatriste y en Appaloosa.
Mortensen habla cuatro idiomas: español, inglés, francés y danés. También afirma ser capaz de mantener una conversación en italiano, sueco o noruego, y en alguna ocasión ha hablado en público en árabe, en élfico y en catalán.
Fue bautizado luterano y en una ocasión se declaró ateo.

### Pasión por el fútbol
Durante su infancia en Argentina, Viggo se volvió hincha del Club Atlético San Lorenzo de Almagro, por lo que, según el propio actor, no se pierde ninguno de los partidos por televisión y asiste al estadio de este club cada vez que visita Argentina. Es llamado cariñosamente «Guido» Mortensen por los fanáticos del club, luego de que el ídolo «azulgrana» (apodo con el que se conoce al club argentino), Héctor Bambino Veira, así lo bautizara durante una entrevista televisiva. Mortensen fue nombrado embajador azulgrana por el club San Lorenzo. En la celebración de la institución centenaria, año 2008, Viggo confesó que su mayor orgullo es ser hincha de San Lorenzo.
Habitualmente puede vérselo llevando consigo algún objeto relacionado con el equipo, ya sea una pulsera, un colgante o cualquier otro elemento que combine los colores rojo y azul. En el programa de Mario Pergolini en radio Vorterix, Viggo Mortensen confesó que durante el rodaje de la trilogía de El Señor de los Anillos usó durante muchas escenas debajo del vestuario de las películas la camiseta de Beto Acosta, exjugador de San Lorenzo. Además, en esa misma entrevista, confesó que manipuló a los diseñadores de vestuario para que parte del suyo tuviera los colores azul y grana. En la fiesta posterior a la ceremonia de la 80.ª entrega de los premios Óscar, se pudo fotografiar al actor, junto a Cate Blanchett, con la camiseta del equipo argentino; como así también con David Cronenberg, cuando presentaban Promesas del Este, y en muchas otras variadas ocasiones.[cita requerida]

## Filmografía
| Año  | Título                                           | Personaje                       |
| ---- | ------------------------------------------------ | ------------------------------- |
| 1985 | Witness                                          | Moisés Hochleitner              |
| 1987 | Salvation                                        | Jerome Stample                  |
| 1988 | Prison                                           | Burke/Electrocución de Forsythe |
| 1988 | Fresh Horses                                     | Green                           |
| 1990 | Tripwire                                         | Hans                            |
| 1990 | Leatherface: Texas Chainsaw Massacre III         | Eddie Tex Sawyer                |
| 1990 | The Reflecting Skin                              | Cameron Dove                    |
| 1990 | Young Guns II                                    | John W. Poe                     |
| 1991 | The Indian Runner                                | Frank Roberts                   |
| 1993 | Boiling Point                                    | Ronnie                          |
| 1993 | Ruby Cairo                                       | John E. Johnny Faro             |
| 1993 | Carlito's Way                                    | Lalin                           |
| 1993 | The Young Americans                              | Carl Frazer                     |
| 1994 | The Crew                                         | Phillip                         |
| 1994 | Floundering                                      | Hombre sin hogar                |
| 1994 | Gospel According to Harry                        | Wes                             |
| 1994 | American Yakuza                                  | Nick Davis/David Brandt         |
| 1995 | Gimlet                                           | Hombre                          |
| 1995 | The Passion of Darkly Noon                       | Clay                            |
| 1995 | Marea roja                                       | Teniente Peter Ince             |
| 1995 | Black Velvet Pantsuit                            | Worthless Junkie                |
| 1995 | The Prophecy                                     | Lucifer                         |
| 1996 | Albino Alligator                                 | Foucard                         |
| 1996 | Daylight                                         | Roy Nord                        |
| 1996 | Retrato de una dama                              | Caspar Goodwood                 |
| 1997 | Vanishing Point                                  | Jimmy Kowalski                  |
| 1997 | G.I. Jane                                        | John James Urgayle              |
| 1997 | La pistola de mi hermano                         | Juanito                         |
| 1998 | A Perfect Murder                                 | David Shaw                      |
| 1998 | Psicosis                                         | Sam Loomis                      |
| 1999 | A Walk on the Moon                               | Walker Jerome                   |
| 2000 | 28 días                                          | Eddie Boone                     |
| 2001 | El Señor de los Anillos: la Comunidad del Anillo | Trancos/Aragorn                 |
| 2002 | El Señor de los Anillos: las dos torres          | Trancos/Aragorn                 |
| 2003 | El Señor de los Anillos: el retorno del Rey      | Trancos/Aragorn                 |
| 2004 | Hidalgo                                          | Frank T. Hopkins                |
| 2005 | A History of Violence                            | Tom Stall/Joey Cusack           |
| 2006 | Alatriste                                        | Diego Alatriste y Tenorio       |
| 2007 | Eastern Promises                                 | Nikolai Luzhin                  |
| 2008 | El camino del cóndor                             | Narrador                        |
| 2008 | Appaloosa                                        | Everett Hitch                   |
| 2008 | Good                                             | John Halder                     |
| 2009 | La carretera                                     | El hombre                       |
| 2011 | A Dangerous Method                               | Sigmund Freud                   |
| 2011 | El destino del Lukong                            | Él mismo (cameo)                |
| 2012 | On the Road                                      | Old Bull Lee                    |
| 2012 | Todos tenemos un plan                            | Agustín/Pedro                   |
| 2014 | The Two Faces of January                         | Chester Macfarland              |
| 2014 | Jauja                                            | Gunnar Dinesen                  |
| 2014 | Loin des hommes                                  | Daru                            |
| 2016 | Captain Fantastic                                | Ben                             |
| 2018 | Green Book                                       | Tony Lip                        |
| 2020 | Falling                                          | John Peterson                   |
| 2022 | Crimes of the Future                             | Saul Tanser                     |
| 2022 | Trece vidas                                      | Richard Stanton                 |
| 2023 | Hasta el fin del mundo                           | Holger Olsen                    |

## Discografía
El actor también ha colaborado con el guitarrista Buckethead.
- 1 de enero de 1999 - One Less Thing to Worry About
- 1 de enero de 1999 - The Other Parade
- 1 de noviembre de 1999 - One Man's Meat
- 2003 - Pandemoniumfromamerica
- 2004 - Please Tomorrow
- 27 de septiembre de 2005 - Intelligence[cita requerida]

## Premios y distinciones
Premios Óscar
| Año  | Categoría   | Película          | Resultado |
| ---- | ----------- | ----------------- | --------- |
| 2008 | Mejor actor | Eastern Promises  | Nominado  |
| 2017 | Mejor actor | Captain Fantastic | Nominado  |
| 2019 | Mejor actor | Green Book        | Nominado  |

Premios Globos de Oro
| Año  | Categoría                       | Película           | Resultado |
| ---- | ------------------------------- | ------------------ | --------- |
| 2018 | Mejor actor - Comedia o musical | Green Book         | Nominado  |
| 2016 | Mejor actor - Comedia o musical | Captain Fantastic  | Nominado  |
| 2011 | Mejor actor de reparto          | A Dangerous Method | Nominado  |
| 2007 | Mejor actor - Drama             | Eastern Promises   | Nominado  |

Premios BAFTA
| Año  | Categoría   | Película          | Resultado |
| ---- | ----------- | ----------------- | --------- |
| 2018 | Mejor actor | Green Book        | Nominado  |
| 2016 | Mejor actor | Captain Fantastic | Nominado  |
| 2007 | Mejor actor | Eastern Promises  | Nominado  |

Festival Internacional de Cine de San Sebastián
| Año  | Categoría       | Película | Resultado |
| ---- | --------------- | -------- | --------- |
| 2020 | Premio Donostia | -        | Ganador   |

Premios del Sindicato de Actores
| Año  | Categoría     | Película                                         | Resultado |
| ---- | ------------- | ------------------------------------------------ | --------- |
| 2018 | Mejor actor   | Green Book                                       | Nominado  |
| 2016 | Mejor actor   | Captain Fantastic                                | Nominado  |
| 2016 | Mejor reparto | Captain Fantastic                                | Nominado  |
| 2007 | Mejor actor   | Eastern Promises                                 | Nominado  |
| 2003 | Mejor reparto | El Señor de los Anillos: el retorno del Rey      | Ganador   |
| 2002 | Mejor reparto | El Señor de los Anillos: las dos torres          | Nominado  |
| 2001 | Mejor reparto | El Señor de los Anillos: la Comunidad del Anillo | Nominado  |

Premios Goya
| Año  | Categoría                                   | Película  | Resultado |
| ---- | ------------------------------------------- | --------- | --------- |
| 2006 | Mejor interpretación masculina protagonista | Alatriste | Nominado  |

Premios Sant Jordi de Cinematografía
| Año  | Categoría                          | Película         | Resultado |
| ---- | ---------------------------------- | ---------------- | --------- |
| 2007 | Mejor actor en película extranjera | Eastern Promises | Ganador   |